# 1784 год в науке
В 1784 году произошли следующие события в области науки:

## События
- 15 января — британским физиком и химиком Генри Кавендишем опубликована статья Experiments on Air в журнале Философские труды Королевского общества об открытии состава воды.[1]
- 4 июня — Элизабет Тибль[англ.] стала первой женщиной, поднявшейся в небо на воздушном шаре.[2]
- 21 августа — Джозеф Брама запатентовал первый замок.[3]
- 20 ноября — английским астрономом Уильямом Гершелем в созвездии Большой Пёс открыто рассеянное скопление NGC 2367.[4]
- На основе классических представлений Джоном Мичеллом теоретически предсказано существование астрономических объектов большой массы (чёрных дыр в современной терминологии), на поверхности которых вторая космическая скорость равна скорости света. Данная особенность делает их невидимыми, так как свет не может покинуть их поверхность.

## Родились
- 22 июля — Фридрих Бессель, немецкий математик и астроном, ученик Карла Фридриха Гаусса (ум. 1846).
- 1 ноября –  Готтольд Саломон, немецко-еврейский учёный, переводчик Библии.

## Скончались
- 4 сентября — Цезарь Франсуа Кассини, французский астроном и геодезист (род. 1714).